# Port lotniczy Bacolod-Silay
Port lotniczy Bacolod-Silay (IATA: BCD, ICAO: RPVB) – międzynarodowy port lotniczy położony w Bacolod, na Filipinach.

## Linie lotnicze i połączenia
| Linia Lotnicza      | Kierunek                   |
| ------------------- | -------------------------- |
| Cebgo               | 1. Cebu                    |
| Cebu Pacific        | 1. Cebu 2. Davao 3. Manila |
| PAL Express         | 1. Cebu 2. Manila          |
| Philippines AirAsia | 1. Manila                  |